# Cerinthe
Cerinthe L.  è un genere di piante della famiglia delle Boraginacee.

## Descrizione
Comprende piante erbacee annuali, biannuali o perenni, glabre o glabrescenti, di solito glauche e spesso ornate con tubercoli bianchi.
I fiori sono disposti in cime terminali di solito ramificate e bratteate.

Il calice è diviso fino alla metà, o anche più, in lacinie più o meno ciliate. 
 
La corolla è gialla ed è di solito macchiata di violetto o rosso; più o meno tubulosa porta cinque lobi, eretti o ricurvi; più o meno lunghi quanto il resto della corolla stessa; la fauce è senza scaglie.

Gli stami possono essere inclusi o leggermente sporgenti e sono inseriti circa nella parte mediana della corolla; le antere  hanno la base munita di due appendici contorte mediante le quali si uniscono l'una all'altra.

Lo stilo è generalmente sporgente ed è provvisto di uno stimma ottuso.

Le nucule sono quattro, saldate a due a due, ovoidi, leggermente rostrate, di colore bruno scuro o nere, lisce e con la base piana.

## Distribuzione e habitat
Il genere comprende sei specie distribuite nel bacino del Mediterraneo, in Europa sino al Caucaso, e in Asia occidentale.

## Tassonomia

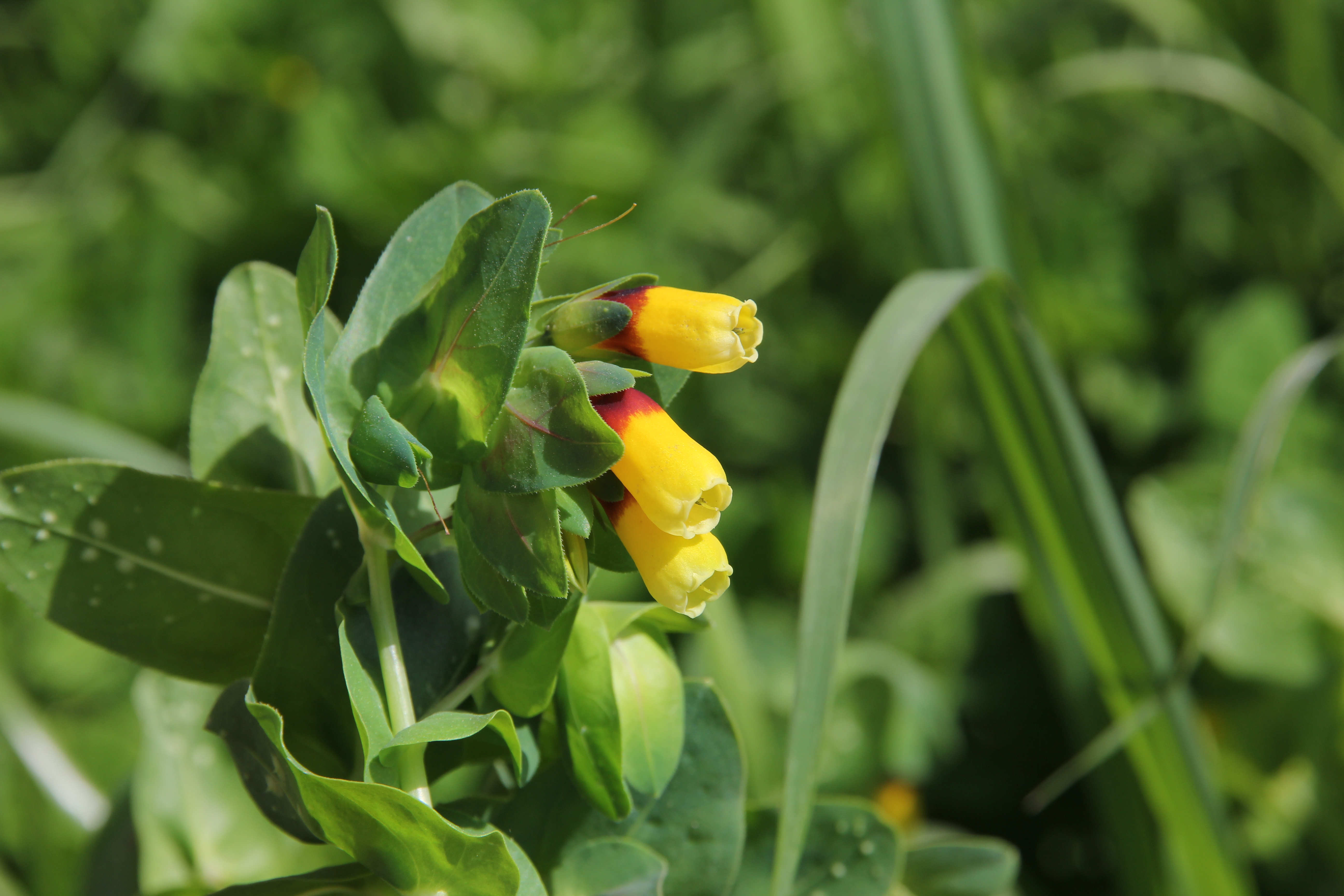
Fiori di Cerinthe major

Il genere comprende le seguenti specie:
- Cerinthe glabra Mill.
- Cerinthe major L.
- Cerinthe minor L.
- Cerinthe palaestina Eig & Sam.
- Cerinthe retorta Sm.
- Cerinthe tenuiflora Bertol.